# Now & Then (musikalbum)
Now & Then är ett album av The Carpenters, släppt den 9 maj 1973.

## Låtlista
1. Sing - 3:20
2. This Masquerade - 4:50
3. Heather - 2:47 (instrumental)
4. Jambalaya (On the Bayou) - 3:40
5. I Can't Make Music - 3:17
6. Yesterday Once More - 3:50
7. Medley
  1. Fun, Fun, Fun - 1:32
  2. The End of the World - 2:25
  3. Da Doo Ron Ron - 1:43
  4. Dead Man's Curve - 1:40
  5. Johnny Angel - 1:30
  6. The Night Has a Thousand Eyes - 1:45
  7. Our Day Will Come - 2:00
  8. One Fine Day - 1:40
8. Yesterday Once More (reprise) - 0:58

## Medverkande
- Producerad av: Richard and Karen Carpenter
- Arrangerad och orkesterarrangemang av: Richard Carpenter
- All sång: Richard och Karen Carpenter
- Keyboard: Richard Carpenter
- Bas: Joe Osborn
- Trummor: Karen Carpenter
- Flöjt och and tenorsaxofon: Bob Messenger
- Baritonosaxofon: Doug Strawn
- Inspelare: Tom Scott
- Lead guitar: Tony Peluso
- Gitarr: Tony Peluso and Gary Sims
- Steel guitar: Buddy Emmons and Jay Dee Maness
- Oboe och Oboebas - English horn: Earl Dumler
- Röst från D.J.: Tony Peluso
- Tekniker: Ray Gerhardt, Assistant: Roger Young
- Mastering engineer: Bernie Grundman
- Omslag: Roland Young
- Fotografi - framsidan: Jim McCrary
- Illustrationer - framsidan: Design Maru; insida: Len Freas
- Övriga:
- The Jimmy Joyce Children's Chorus på "Sing"
- Ron Gorow
- Hal Blaine: trummor på "Jambalaya"